# OS-9
OS-9 är ett operativsystem utvecklat under 1980-talet av Microware Systems Corporation. Operativsystemet avsågs att användas tillsammans med en Motorola 6809-processor. Det köptes av Radisys Corp 2001, och 2013 av dess nuvarande ägare Microwave LP.

## Historia
Den första versionen ("OS-9 Level One"), som går tillbaka till 1979–1980, var skriven på assemblyspråk till Motorola 6809 CPU.